# Афкари, Навид
Навид Афкари (22 июля 1993 года, Шираз — 12 сентября 2020 года, там же) — иранский борец греко-римского стиля, который был приговорён к смертной казни и повешен в Иране после того, как он был осуждён по обвинению в убийстве, совершённом в 2018 году. Его казнь вызвала возмущение во всём мире, утверждалось, что признание Афкари было получено под пытками, а причиной преследования было то, что он принимал участие в антиправительственных протестах. Его братья Вахид и Хабиб были приговорены к 54 и 27 годам тюремного заключения соответственно по тому же делу.